# Midnight, Texas
Midnight, Texas é uma série de televisão de drama sobrenatural estadunidense transmitida pela NBC, baseado na série de livros de mesmo nome da autora Charlaine Harris. A série estreou em 24 de julho de 2017. Em 14 de fevereiro de 2018, a NBC renovou a série para uma segunda temporada, que estreou em 26 de outubro de 2018.

## Elenco
Principal
- François Arnaud como Manfred Bernardo[1]
- Arielle Kebbel como Olivia Charity[2]
- Peter Mensah como Lemuel "Lem" Bridger
- Dylan Bruce como Bobo Winthrop[3]
- Parisa Fitz-Henley como Fiji Cavanaugh
- Jason Lewis como Joe Strong
- Sarah Ramos como Creek Lovell (primeira temporada; convidada, segunda temporada)[4]
- Yul Vazquez como reverendo Emilio Sheehan (primeira temporada; convidada, segunda temporada)